# (I'm Gonna) Love Me Again
(I'm Gonna) Love Me Again è un singolo interpretato da Elton John insieme a Taron Egerton, il cui testo è stato scritto da Bernie Taupin.
Il brano, scritto per il film biografico sullo stesso Elton John Rocketman del 2019, ha vinto il premio Oscar per la miglior canzone.

## Video musicale
Il videoclip del brano, diretto da Kii Arens, utilizza parti di vecchie clip di Elton John mescolate a scene del film.

## Riconoscimenti
- 2020 - Premio Oscar[2]
  - Miglior canzone
- 2020 - Golden Globe[4]
  - Miglior canzone originale in un film
- 2019 - Satellite Awards[5]
  - Migliore canzone originale
- 2020 - Critics' Choice Awards[6]
  - Miglior canzone